# Сакар (Сербия)
Са́кар (серб. Сакар) — село в общине Мали-Зворник Мачванского округа, в западной части Сербии. Расположено на правом берегу реки Дрина у Зворницкого озера, близ границы с Боснией и Герцеговиной.

## География
Сакар находится в гористой местности, на южном берегу искусственного Зворницкого озера, образованного после строительства одноимённой ГЭС в 1955 году. Высота над уровнем моря — от 400 до 550 метров. Село окружено холмами и лесами, характерными для Подриния. Напротив через реку Дирину, расположенно историческое село Дивич.

## Население
По данным переписи 2011 года, в Сакаре проживало 452 человека. Население преимущественно сербское, но исторически также присутствовали мусульманские (бошняцкие) семьи.

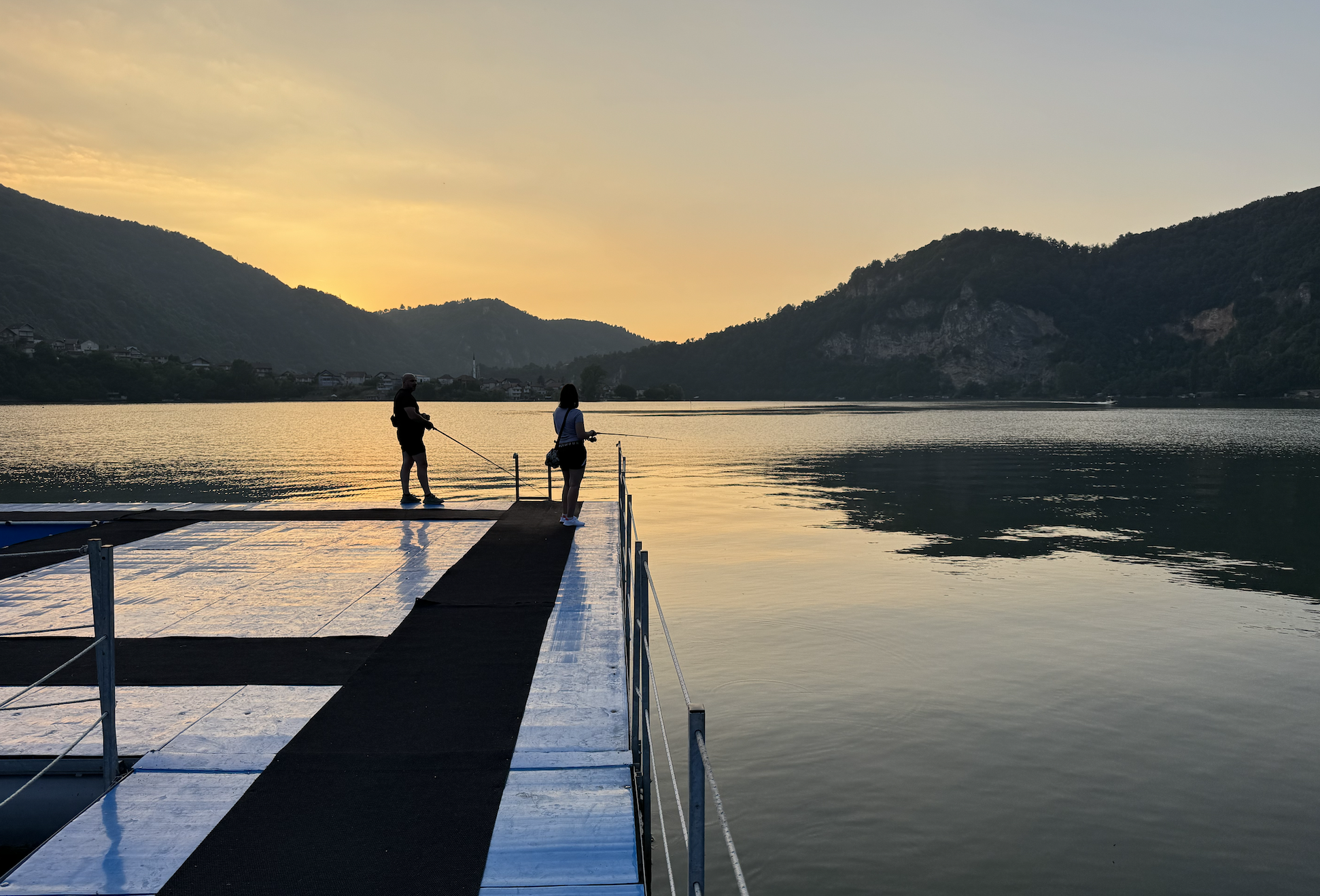
Сакар, пляж на озере вечером

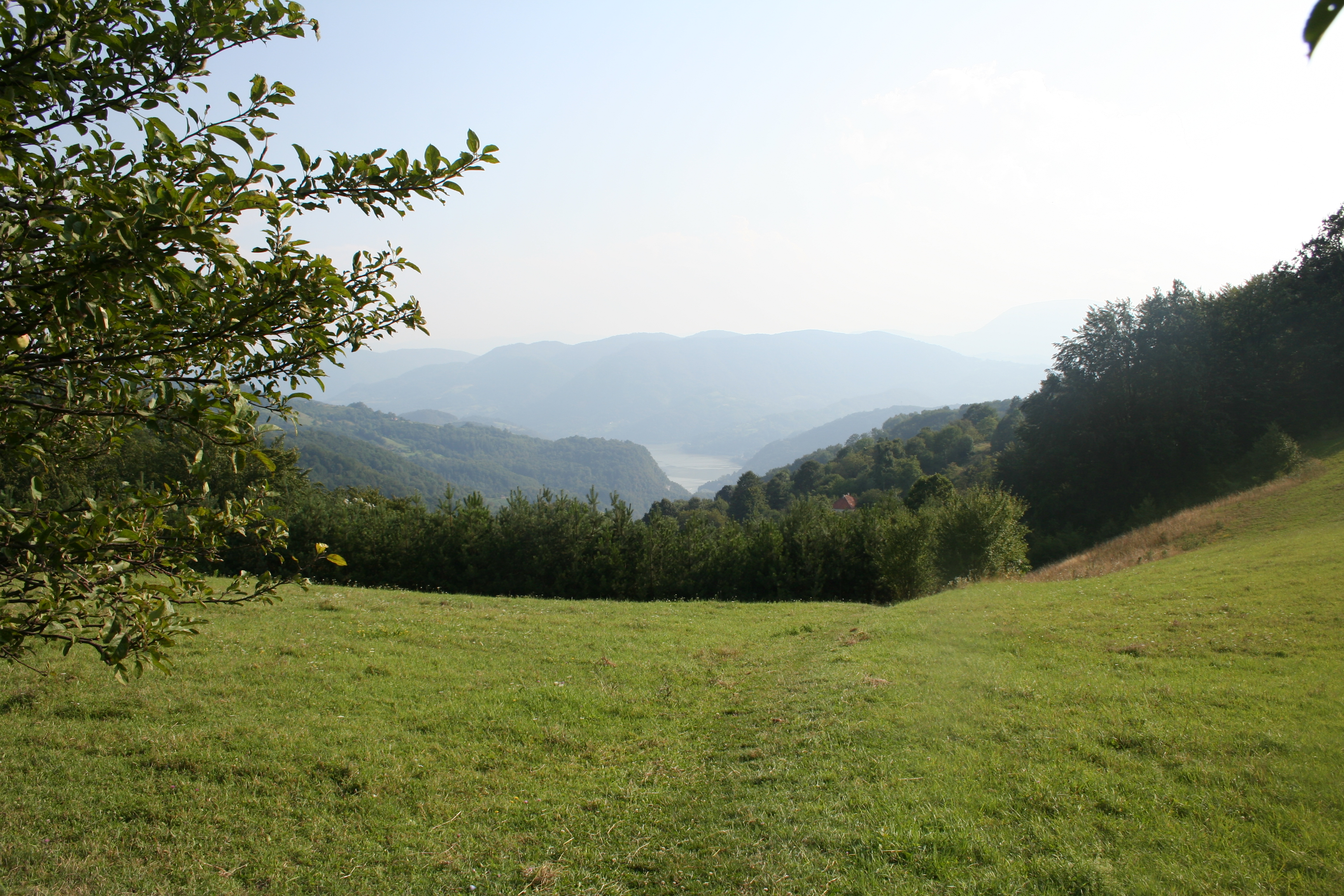
Сакар, фото c гор, на долину реки Дрина

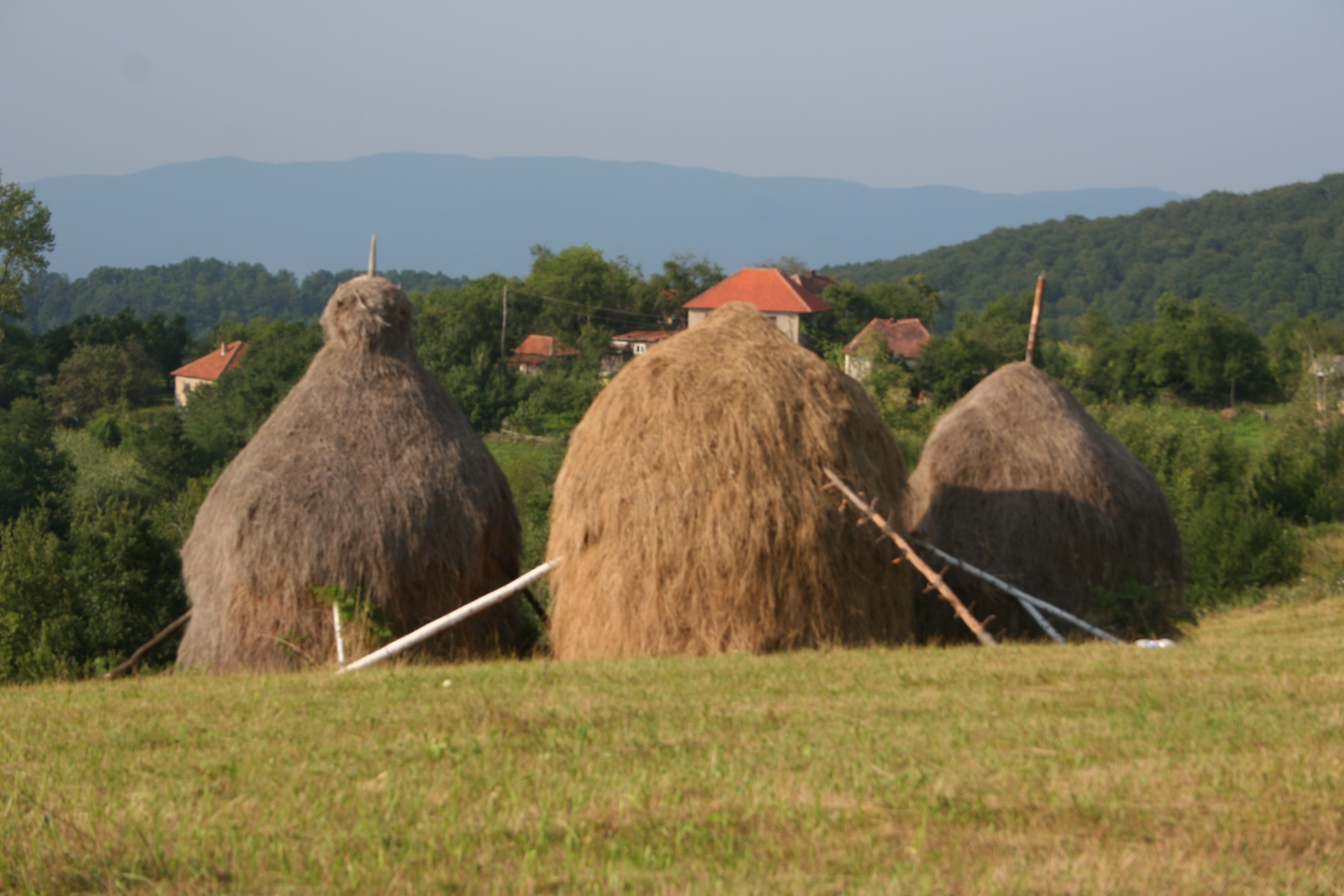
Окрестности Сакара

## История
Регион Мали-Зворника, включая Сакар, был частью османской, а затем австро-венгерской периферии. До Берлинского конгресса 1878 года население на правом берегу Дрины включало как православных сербов, так и мусульман. После присоединения к Княжеству Сербия началось заселение сербами. В годы Второй мировой войны в окрестностях Сакара действовали партизанские отряды, в селе находился один из пунктов поддержки движения сопротивления.

## Экономика
Основное занятие населения — сельское хозяйство, в том числе скотоводство, садоводство и производство ракии. Летом в село возвращаются выходцы из городов и из-за границы (преимущественно Германия и Австрия), что создаёт сезонную экономическую активность.

## Туризм
Село известно протяжённой береговой линией на Зворницком озере. В 2023 году по инициативе местных жителей и при поддержке швейцарской программы «ReLOaD2» был благоустроен пляж и построена смотровая площадка. Вблизи села находятся туристические маршруты, ведущие к руинам старых фортификаций, а также к «Подземному городу Карагеоргиевича» — историческому комплексу времён межвоенного периода.

## Инфраструктура
Сакар связан дорогами с Мали-Зворником (4 км), Лозницей (35 км), и боснийским Зворником через мост на Дрине. Доступны фиксированная связь и интернет от национальных операторов.